# فردوس اعظم
فردوسی اعظم ( 21 نوامبر متولد 1984 در منطقه Mascho ، Leninabad منطقه ) اشاعر و نویسنده، و روزنامه‌نگار تاجیک. عضو اتّفاق روزنامه‌نگاران تاجیکستان (از سال 2012).

## سرگذشت
فردوس اعظم متولّد 21 نوامبر سال 1984 در شهرستان مسچای ولایت سغد می‌باشد. پدرش روزنامه‌نگار و ادیب شناخته پدرش روزنامه نگار و نویسنده شناخته شده آنجلا خوسته است  .
سال 2008 دانشکدة زبانهای خارجی دانشگاه دولتی خجند به نام آکادمیک باباجان غفوراف را با موفقیت به اتمام رسانید و مدّت دو سال در آمریکا تجربه‌آموزی کرده است.

## حوزه فعالیت
فعالیّت روزنامه‌نگاری را از سال 2002 در رسانه‌های دوری آغاز کرده و تا امروز ادامه می‌دهد. نوشتها و شعرهایش در چندین جریده و نشریه‌های تاجیکستان، افغانستان، ایران، آلمان، امریکا، انگلستان و سامانه‌های زیاد و مختلف فارسی‌زبانان نشر شده‌اند و می‌شوند.
وی به عنوان مترجم در تعدادی از مؤسسه‌های خارجی به حیث مترجم کار کرده است.

## کتابها
اولین کتاب شعر فردوس اعظم سال 2011 از سوی انتشارات «ناشر» شهر خجند تحت عنوان "ابرهای آبی" با دو خط؛ سریلیک و فارسی منتشر گردید.
کتاب شعر دوّم او با نام «یک بغل غزل» سال 2014 در تهران نشر گردید. و همین کتاب در آغاز سال 2015 در شهر لندن بازنشر گردید و برندة جایزة کانون نویسندگان تاجیکستان شد.
"آینه آینه" مجموعه دیگری از فردوس است که در بهار 2018 در تهران منتشر شد.
وی همچنین اولین مجموعه داستان کوتاه خود را با نام " نوحة دارکوب" در سال 2019 توسط آروان تهران منتشر کرد.

## سبک
فردوس اعظم از استعدادهای ادبیات معاصر تاجیکستان از اوّلین جوانشایران تاجیک است، که سبک جدید شعر به نام «زلال» را استقبال نمود و در این نوع شعر تجربه‌های شایسته انجام داد. اساساً قالب غزل را در خدمت تعیین اهداف اجتماعی قرار داده در شعرش به دنبال صلح، دوستی، خویشتن‌شناسی، فرهنگ و تاریخ کهن و موضوعهای مربوط به اجتماع و هویّت است. و کوشش می‌کند آیینه‌ای باشد برای صداهای گوناگون در جهان گستردة فارسی.
منتقدان فارسی زبان وی را یکی از موفق ترین شاعران نسل خود در تاجیکستان می دانند.

## ایضاح
1. ↑  "Фирдавси Аъзам". www.tojnews.org. TojNews. 2015. Retrieved 2021-01-31.